# Premi Linguapax
El Premi Internacional Linguapax és un premi atorgat anualment el Dia internacional de la llengua materna (21 de febrer) per Linguapax "com a reconeixement a l'acció duta a terme des de diferents àmbits a favor de la preservació de la diversitat lingüística, de la revitalització i reactivació de comunitats lingüístiques i de la promoció del multilingüisme". Els candidats són tant membres individuals de la comunitat acadèmica i de la societat civil com entitats i col·lectius. Les nominacions del premi es solen fer públiques el 21 de febrer de cada any.

## Guanyadors del premi
El Premi Internacional Linguapax va ser atorgat per primera vegada l'any 2002.
| Any  | Nom                                                                        | Afiliació                                 | País                   |
| ---- | -------------------------------------------------------------------------- | ----------------------------------------- | ---------------------- |
| 2002 | Bartomeu Melià                                                             | Teko Guaraní                              | Espanya, Paraguai      |
| 2002 | Jerzy Smolicz                                                              | Universitat d'Adelaida                    | Polònia, Austràlia     |
| 2003 | Aina Moll                                                                  | Institut Joan Alcover                     | Espanya                |
| 2003 | Tove Skutnabb-Kangas                                                       | Universitat de Roskilde                   | Finlàndia, Dinamarca   |
| 2004 | Fernand de Varennes                                                        | Universitat Murdoch                       | Canadà, Austràlia      |
| 2004 | Joshua Fishman                                                             | Universitat Yeshiva, Universitat Stanford | Estats Units d'Amèrica |
| 2005 | Maurice Tadadjeu                                                           | Universitat de Yaoundé I                  | Camerun                |
| 2006 | Natividad Mutumbajoy                                                       | Escuela Yachaicury                        | Colòmbia               |
| 2007 | Maya Khemlani David                                                        | Universitat de Malaya                     | Malàisia               |
| 2008 | Neville Alexander                                                          | PRAESA                                    | Sud-àfrica             |
| 2009 | Katerina Te Heikoko Mataira                                                | Te Ataarangi                              | Nova Zelanda           |
| 2010 | Miquel Siguan i Soler                                                      | Universitat de Barcelona                  | Espanya                |
| 2010 | Robert Phillipson                                                          | Copenhagen Business School                | Regne Unit, Dinamarca  |
| 2011 | Ganesh Devy                                                                | Gujarat                                   | l'Índia                |
| 2011 | Centro Indígena de Investigaciones Interculturales de Tierradentro (CIIIT) | Departament del Cauca                     | Colòmbia               |
| 2012 | Jon Landáburu Illarramendi                                                 |                                           | Colòmbia, França       |
| 2013 | Ledikasyon pu Travayer                                                     |                                           | Illa Maurici           |
| 2014 | Escola Valenciana - Federació d'Associacions per la Llengua                |                                           | Espanya                |
| 2015 | Xavier Albó i Corrons                                                      | CIPCA                                     | Bolívia                |
| 2016 | Yambirrpa School Council and Dijarrma Action Group                         |                                           | Canadà                 |
| 2016 | International and Heritage Languages Association                           |                                           | Austràlia              |
| 2017 | Matthias Brenzinger                                                        |                                           | Sud-àfrica             |
| 2018 | BASAbali                                                                   |                                           | Indonèsia              |